# Castello Nivagl
Il castello Nivagl, anche noto come Löwenburg si trova nell'attuale comune svizzero di Obervaz nel canton Grigioni, ubicato su un'altura con pareti scoscese su tre lati e domina i paesi di Zorten, Lain e Muldain.

## Storia
L'edificio più antico, costruito tra la fine del X e l'inizio dell'XI secolo, era un caseggiato in legno con delle primitive mura e delle trincee.
Nell'XI secolo, più in alto fu costruito un edificio quadrato di 9 metri per lato. Questa costruzione venne poi distrutta da un incendio e ricostruita, ma le date non sono certe. Furono aggiunti nuovi edifici fino al 1200, tra cui dei nuovi alloggi e una torre.
Non sono stati trovati documenti sulla sua costruzione. Fu la residenza primaria dei Baroni Von Vaz fino al 1250 circa, quando fu abbandonato dai proprietari a favore di una nuova residenza, il castello Belfort.
Dopo la morte di Donat von Vaz, nel 1337 circa, la proprietà del castello venne contesa dalla famiglia del defunto e dalla diocesi di Coira.